# LoRa

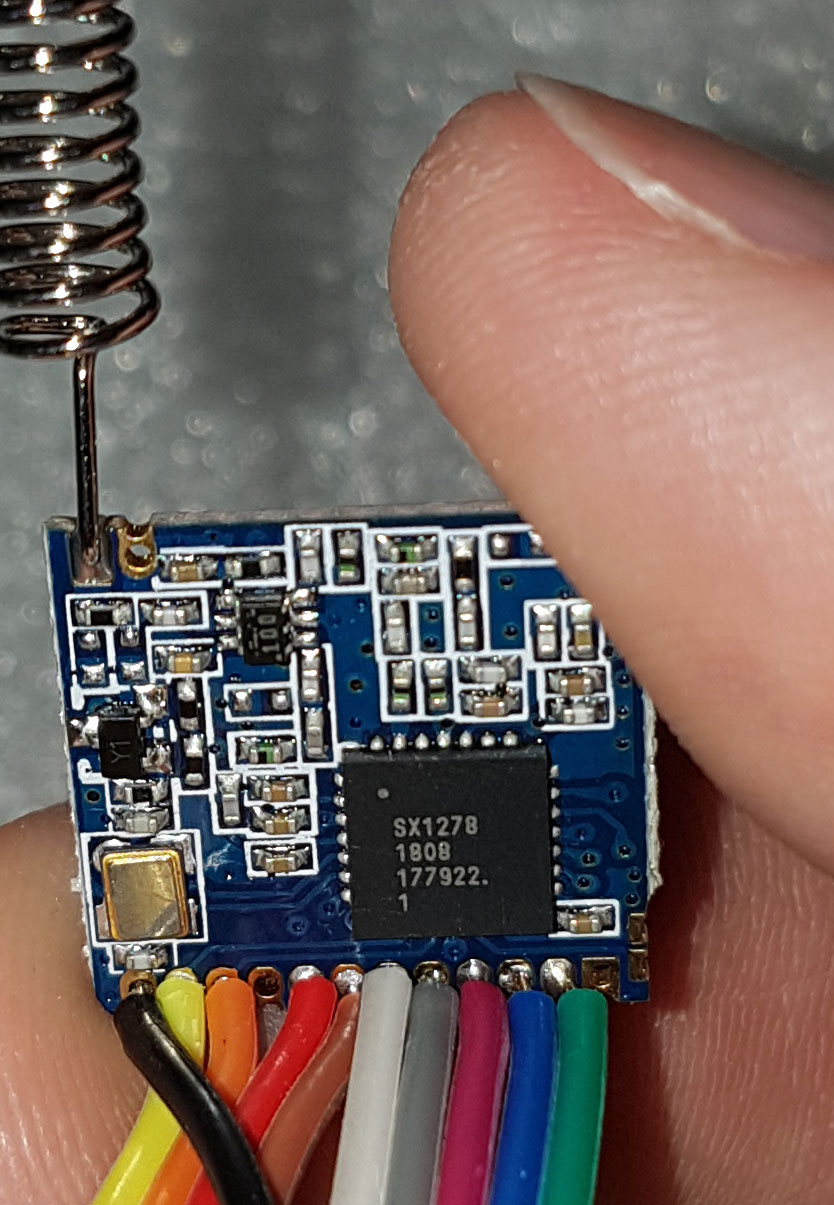
LoRa

LoRa (del inglés "long range" Largo alcance) es una técnica patentada de comunicación física por radio.  Se basa en técnicas de modulación de espectro ensanchado derivadas de la tecnología "CSS". Fue desarrollada por Cycleo (patente 9647718-B2), una empresa de Grenoble, Francia, posteriormente adquirida por Semtech.
LoRa utiliza bandas de radiofrecuencia de subgigahercios sin licencia EU868 (863–870/873 MHz) en Europa; AU915/AS923-1 (915–928 MHz) en América del Sur; US915 (902–928 MHz) en América del Norte; IN865 (865–867 MHz) en India; y AS923 (915–928 MHz) en Asia; y 2,4 GHz en todo el mundo.
En los sistemas de telecomunicaciones se usa LoRa como protocolo de capa física del modelo OSI. Sobre esta tecnología se pueden construir, por ejemplo, redes LoRaWAN (redes de baja potencia y largo alcance normalmente usadas para dispositivo IoT) o nodos RNode (usados, por ejemplo, para redes que usan Reticulum Network Stack).

## LoRAWAN
LoRaWAN define el protocolo de comunicación y la arquitectura del sistema. LoRaWAN es un estándar oficial ITU-T Y.4480 de la Unión Internacional de Telecomunicaciones (UIT).  El desarrollo el protocolo LoRaWAN está gestionado por LoRa Alliance que es abierta y sin ánimo de lucro y de la que SemTech es miembro fundador.
Juntos, LoRa y LoRaWAN definen un protocolo de red de área amplia y de baja potencia (LPWAN) diseñado para conectar de forma inalámbrica, a través de puntos centralizados, dispositivos que funcionan con baterías a Internet en redes regionales, nacionales o globales, y se enfoca en requisitos clave del Internet de las cosas (IoT) como comunicaciónes bidireccionales, seguridad de extremo a extremo, servicios de movilidad y localización. La baja potencia, la baja tasa de bits y el uso del IoT distinguen este tipo de red de una WAN inalámbrica que está diseñada para conectar usuarios o empresas y transportar más datos, utilizando más energía. La velocidad de datos de LoRaWAN varía de 0,3 kbit/s a 50 kbit/s por canal.